# باني تشان
باني تشان (بالصينية: 陳振彬) هو قاضي صلح ‏ وسياسي صيني، ولد في 1957. انتخب عضو مجلس الشعب الصيني ‏ عن دائرة هونغ كونغ خلال فترته النيابية ‏.